# Complot terrorista de Düsseldorf de 2016
El complot terrorista de Düsseldorf de 2016 fue un intento de atentado por el Estado Islámico de Irak y el Levante (ISIL) originalmente llevando a cabo una serie de ataques con explosivos y tiroteos en múltiples secciones de la ciudad alemana de Düsseldorf similares a los llevados a cabo en París en noviembre de 2015 . El complot se frustró después de que uno de los conspiradores, Saleh A., de 25 años, se entregara a las autoridades francesas en febrero de 2016. Le dijo a las autoridades que estaba al tanto de la "célula durmiente" del Estado Islámico en Alemania que se preparaba para asesinar a Alemania. Saleh A. fue interrogado varias veces por expertos antiterroristas y posteriormente acusado de cooperar con una organización terrorista y posteriormente detenido. Esto resultó en el arresto de 3 de los miembros de la célula el 2 de junio, luego de varios meses de investigación.

## Conspiración
El complot fue dirigido por al menos 10 conspiradores que viajaron a Siria para perpetrar atentados suicidas y tiroteos masivos en el centro de Düsseldorf. Se planeó detonar explosivos en la carretera principal cerca de la estación Stadtbahn, mientras que otros atacantes habrían llevado a cabo más asesinatos con armas y más explosivos. El complot consistía en atacar la calle Heinrich-Heine-Allee, así como otros ataques en el distrito Altstadt, en la mancha urbana

## Sospechosos
Tres sospechosos estaban registrados como refugiados, viviendo en residencias de inmigrantes en toda Alemania, lo que alimentó el debate sobre la política de Alemania durante la crisis migratoria europea.Saleh A., arrestado en Francia, y Hamnza C, sospechoso arrestado en Wriezen, Brandeburgo, viajaron juntos a Turquía en mayo de 2014, luego viajaron por separado a Grecia y al norte por Europa en 2014 e ingresaron hacía Alemania por la ruta de los Balcanes en 2015. El experto de explosivos, Abd Arahman AK, que había recibido formación en explosivos mientras estaba en Siria, fue detenido en Leimen, Baden-Württemberg, viajó a Alemania en octubre de 2014 a través de los Balcanes. El cuarto sospechoso, Mahood B., residía en Mühlheim, Alemania antes de que Saleh A. y Hamza C. lo convencieran de participar en el complot.